# Рахул Ганді
Рахул Ганді (гінді राहुल गांधीангл. Rahul Gandhi [ˈraːɦʊl ˈgaːnd̪ʱiː] ; рід. 19 червня 1970 , Нью-Делі, Індія ) — індійський політик, президент Індійського національного конгресу з грудня 2017 року, депутат Лок сабхи з 2004 року. Представник п'ятого покоління політичної династії Неру-Ганді. 

## Біографія

### Сім'я і ранні роки
Рахул Ганді народився в Нью-Делі в 1970 році. Його батьками були Раджив і Соня Ганді. Пріянка Вадра — його молодша сестра, а Роберт Вадра — його зять. Його дід по батьковій лінії Фероз Ганді був парсом з Гуджарату. Бабусею була прем'єр-міністр Індії Індіра Ганді. Після її вбивства в 1984 році Раджив Ганді очолив ІНК і уряд. У 1991 році Раджив Ганді був убитий терористами з організації ТЗТІ, після чого його вдова відійшла від активного політичного життя. Рахул здобув освіту в приватній школі в США, (його ім'я було змінене з міркувань безпеки) закінчив Кембріджський Трініті-коледж. У 1989 році Ганді вступив до коледжу Св. Стефана в Делі (дочірній коледж Делійського університету), але перевівся до Гарвардського університету після того, як завершив перший рік навчання.

### Політична кар'єра
В кінці 1990-х Соня Ганді повернулася в політику і в 2004 році привела ІНК до перемоги на парламентських виборах. На цих виборах Рахул Ганді був обраний членом парламенту від штату Уттар-Прадеш, перемігши кандидата від головної опозиційної Конгресу партії — БДП . Після цього він займав різні пости в ієрархії ІНК, очолював молодіжне відділення Конгресу. У 2009 році Рахул Ганді був переобраний в парламент, а в січні 2013 року був обраний віце-президентом ІНК.
У 2017 році Ганді змінив свою матір на посаді лідера партії Конгресу та очолив Конгрес на загальних виборах в Індії 2019 року. Індійський національний конгрес отримав 52 місця, не отримавши 10% місць, необхідних для претендування на посаду лідера опозиції. Після цього поганого результату на виборах Ганді пішов у відставку з посади лідера партії, і його змінила його мати Соня Ганді.